# Ubisoft Annecy
 (août 2017).
Ubisoft Annecy (anciennement Ubisoft Simulations) est un studio français de développement de jeux vidéo fondé en 1996 à Annecy.
Le studio est connu pour avoir travaillé en collaboration avec les studios Ubisoft Montréal et Ubisoft Shanghai sur le multijoueur des franchises Splinter Cell et Assassin's Creed. Ubisoft Annecy a aussi travaillé sur le jeu Tom Clancy's The Division.

## Historique
En 2016, le studio sort son premier jeu en tant que studio principal, Steep qui est un jeu de sport alpin mêlant diverses activités.
Reprenant la même ligne tout en élargissant l'offre des types de sports, Ubisoft Annecy sort Riders Republic en 2021.

## Jeux développés
| Titre                                                  | Année | Plate(s)-forme(s)                                          |
| ------------------------------------------------------ | ----- | ---------------------------------------------------------- |
| Rayman 2                                               | 1999  | N64                                                        |
| Tonic Trouble                                          | 1999  | N64, Windows                                               |
| Rayman Revolution                                      | 2000  | PS2                                                        |
| Largo Winch                                            | 2002  | NGC, PS2, Xbox, Windows                                    |
| Splinter Cell: Pandora Tomorrow (multijoueur)          | 2004  | PS2, Xbox, Windows                                         |
| Splinter Cell: Chaos Theory (multijoueur)              | 2005  | PS2, Xbox, Windows                                         |
| Tom Clancy's Splinter Cell: Double Agent (multijoueur) | 2007  | PS2, PS3, Xbox, Xbox 360, Windows                          |
| Dark Messiah of Might and Magic                        | 2008  | Xbox 360                                                   |
| Assassin's Creed II, la Villa                          | 2009  | MacOS, PS3, Xbox 360, Windows                              |
| Assassin's Creed: Brotherhood (multijoueur)            | 2010  | MacOS, PS3, Xbox 360, Windows                              |
| Assassin's Creed: Revelations (multijoueur)            | 2011  | PS3, Xbox 360, Windows                                     |
| Assassin's Creed III (multijoueur)                     | 2012  | PS3, Xbox 360, Windows, Wii U                              |
| Assassin's Creed IV: Black Flag (multijoueur)          | 2013  | PS3, PS4, Xbox 360, Xbox One, Windows, Wii U               |
| Assassin's Creed Unity                                 | 2014  | PS4, Xbox One, Windows                                     |
| Assassin's Creed Syndicate                             | 2015  | PS4, Xbox One, Windows                                     |
| Tom Clancy's The Division                              | 2016  | PS4, Xbox One, Windows                                     |
| Steep                                                  | 2016  | PS4, Xbox One, Windows                                     |
| Tom Clancy's The Division 2                            | 2019  | PS4, Xbox One, Windows                                     |
| Riders Republic                                        | 2021  | PS4, Xbox One, Windows, PlayStation 5, Xbox Series, Stadia |
| XDefiant                                               | 2024  | Windows, PlayStation 5, Xbox Series                        |
| Star Wars Outlaws                                      | 2024  | Windows, PlayStation 5, Xbox Series                        |